# (33946) 2000 MV
2000 MV (asteroide 33946) é um asteroide da cintura principal. Possui uma excentricidade de 0.08033660 e uma inclinação de 2.24869º.
Este asteroide foi descoberto no dia 24 de junho de 2000 por John Broughton em Reedy Creek.